# Lenkupie
Lenkupie (deutsch Lengkupchen, 1938 bis 1945 Lengenfließ) ist ein Ort in der polnischen Woiwodschaft Ermland-Masuren und Sitz eines Schulzenamtes innerhalb der Landgemeinde Dubeninki (Dubeningken, 1938 bis 1945 Dubeningen) im Kreis Gołdap (Goldap).

## Geographische Lage
Lenkupie liegt am äußersten Nordosten der Woiwodschaft Ermland-Masuren am Südostrand der Rominter Heide (polnisch: Puszcza Romincka). Die nördliche Ortsgrenze ist zugleich die polnisch-russische Staatsgrenze, und nur sechs Kilometer weiter östlich befand sich dereinst die Ostgrenze des Deutschen Reichs.

## Geschichte
Das einstige Laankuszen, damals wie heute nur ein kleines Dorf, fand in seiner Geschichte unterschiedliche Namensformen: Laankupenen (um 1565), Lauckupenen (vor 1589), Lengkupgen (nach 1736), Lenkupchen (nach 1818), dann Lengkupchen. 
Im Jahr 1874 wurde das Dorf in den neu errichteten Amtsbezirk Adlersfelde eingegliedert, der – 1938 in „Amtsbezirk Unterfelde“ umgeordnet – bis 1945 bestand und zum Kreis Goldap im Regierungsbezirk Gumbinnen der preußischen Provinz Ostpreußen gehörte.
153 Einwohner waren im Jahr 1910 in Lengkupchen registriert. Ihre Zahl verringerte sich bis 1933 auf 134 und belief sich 1939 noch auf 122.
Im Zuge der nationalsozialistischen Umbenennungsaktion erhielt Lengkupchen am 3. Juni 1938 den Namen „Lengenfließ“. 
In Kriegsfolge kam das Dorf dann im Jahre 1945 mit dem gesamten südlichen Ostpreußen zu Polen, wo es die polnische Ortsbezeichnung „Lenkupie“ erhielt. Mittlerweile ist das von zuletzt 21 Menschen bewohnte Dorf eine mit einem Sołectwo (Schulzenamt) ausgestattete Ortschaft im Verbund der Gmina Dubeninki im Powiat Gołdapski und innerhalb der Woiwodschaft Ermland-Masuren.

## Religionen
Der überwiegende Teil der Bevölkerung Lengkupchens war vor 1945 evangelischer Konfession. Das Dorf war in das Kirchspiel der Kirche Szittkehmen eingepfarrt, die zum Kirchenkreis Goldap in der Kirchenprovinz Ostpreußen der Kirche der Altpreußischen Union gehörte. Die wenigen Katholiken waren zur Pfarrei nach Goldap im Bistum Ermland hin orientiert. 
Seit 1945 gehört die mehrheitlich katholische Einwohnerschaft nach Żytkiejmy, dessen einstiges evangelisches Gotteshaus ihr nun als Pfarrkirche dient. Sie ist dem Dekanat Filipów im Bistum Ełk (Lyck) der Katholischen Kirche in Polen zugeordnet. Die wenigen evangelischen Kirchenglieder sind Teil der Kirchengemeinde in Gołdap, die eine Filialgemeinde der Pfarrei in Suwałki ist und zur Diözese Masuren der Evangelisch-lutherischen Kirche in Polen gehört.

## Verkehr
Lenkupie liegt verkehrsgünstig an der die beiden Woiwodschaften Ermland-Masuren und Podlachien verbindenden Woiwodschaftsstraße DW 651 und ist 28 Kilometer von der Kreisstadt Gołdap entfernt. 
Eine Bahnanbindung über die Bahnstation in Żytkiejmy besteht nicht mehr, seit die Bahnstrecke Gumbinnen–Goldap in Kriegsfolge nach 1945 geschlossen wurde.